# Phaeaphodius costalis
Phaeaphodius costalis är en skalbaggsart som beskrevs av Friedrich-August von Gebler 1848. Phaeaphodius costalis ingår i släktet Phaeaphodius och familjen Aphodiidae. Inga underarter finns listade i Catalogue of Life.